# تحليل الأثر الاقتصادي
تحليل الأثر الاقتصادي (EIA) هو تحليل يتناول أثر سياسة أو برنامج أو مشروع أو نشاط أو حدث ما على اقتصاد منطقة معينة. ويمكن أن تتراوح هذه المنطقة من حي ما إلى العالم بأكمله. ويُقاس عادةً الأثر الاقتصادي من حيث التغيرات في النمو الاقتصادي (أي الناتج أو القيمة المُضافة)، وما يرتبط بها من تغيرات في الوظائف (التوظيف) والدخل (الأجور).
ويقيس أو يُقدِّر هذا التحليل عادةً مستوى النشاط الاقتصادي في وقت معين في ظل المشروع أو السياسة الجارية، ويحسب الاختلاف عما كان يمكن توقعه في حال عدم قيام هذا المشروع أو السياسة (وهو ما يشار إليه بالحالة المعاكسة للواقع). ويمكن إجراء هذا التحليل قبل الحدث أو بعده (مسبقًا أو بأثر رجعي). ويمكن لمصطلح «الأثر الاقتصادي» أن ينطبق على تحليل المساهمة الاقتصادية التي يقدمها مشروع أو صناعة ما في الاقتصاد المحلي القائم.
ويُعَد تحليل الأثر الاقتصادي أحد عناصر تقييم الأثر البيئي اللازم لدراسة آثار مشروعات التنمية المقترَحة. كذلك، يتم إجراؤه عادةً في حال وجود مخاوف عامة بشأن الآثار الاقتصادية لسياسة أو مشروع ما مُقترَح.
يختلف تحليل الأثر الاقتصادي عن تحليل التكاليف والفوائد (CBA). فمن ناحية، يُعَد تحليل الأثر الاقتصادي أكثر اتساعًا في نطاقه، إذ إنه يقدِّر آثار انتقال الأعمال ومضاعف الإنفاق الناتج عن ذلك على منطقة معينة، في حين لا يقتصر تحليل التكاليف والفوائد عادةً على مجال دراسة معين، ويتجاهل بالتالي آثار تغيير موقع النشاط التجاري. لكن على الجانب الآخر، يُعَد نطاق تحليل التكاليف والفوائد أكثر اتساعًا نظرًا لقياسه الفوائد غير الاقتصادية التي تعود بقيمة على الناس، وإن كانت لا تؤثر مباشرةً على تدفق النقود في الاقتصاد (مثل نتيجة الآثار على توفير وقت التنقل، والسلامة، والأمن، والتحسينات في مستوى المعيشة).

## التطبيق

### تخطيط النقل
يوجد عدد من المؤلفات الجيدة حول موضوع تحليل الأثر الاقتصادي في تخطيط النقل. ومن أكثر أدوات تحليل الأثر الاقتصادي في تخطيط النقل شيوعًا نظام تحليل أثر التنمية الاقتصادية بقطاع النقل (المعروف اختصارًا بـ TREDIS) وبرنامج TranSight. وتشمل الأدوات والتقنيات المُتبَعة في هذا الشأن:
- مجلس أبحاث النقل: Assessing the Economic Impact of Transportation Projects: How to Choose the Appropriate Technique for Your Project (تقييم الأثر الاقتصادي لمشروعات النقل: كيفية اختيار التقنية المناسبة لمشروعك)، النشرة رقم 477.[3]
- وزارة النقل الأمريكية: Guide to Quantifying the Economic Impacts of Federal Investments in Large-Scale Freight Transportation Projects (دليل تقدير الآثار الاقتصادية للاستثمارات الفيدرالية في مشروعات نقل الشحنات الضخمة[4]
- إدارة الطرق السريعة الفيدرالية: Economic Analysis Primer (الكتاب التمهيدي للتحليل الاقتصادي)[5]

### التنمية الاقتصادية
يُطبَق تحليل الأثر الاقتصادي كذلك لتحليل أثر المشروعات أو الإجراءات التي تؤثر على التنمية الاقتصادية، ويُطبَق كذلك في مشروعات تحديد المواقع بالشركات. ومن الأمثلة على ذلك التنمية العقارية، وافتتاح الأعمال التجارية وإغلاقها، ومشروعات تحديد المواقع، والمنشآت السياحة والفنون والاستجمام، والأنشطة الفنية، والصناعات الفردية والأنشطة الزراعية. وأكثر الأدوات المُستخدَمة شيوعًا في هذه الدراسات أنواع تحليل المدخلات والمخرجات مثل IMPLAN، و RIMS-II، و Economic Modeling Specialists, Inc. (EMSI) (شركة إيكونوميك مودلينج سبيشيلستس)  وREMI. يستخدم استشاريو تحديد المواقع تحليل الأثر الاقتصادي لتعزيز الدعم المجتمعي للمشروعات، وللتفاوض من أجل الحصول على حوافز ضريبية في بعض الأحيان.

### المجال التشريعي والتنظيمي
يظهر تحليل الأثر الاقتصادي عادةً مع التغييرات التنظيمية أو التشريعية المُقترَحة. فطُرِح هذا التحليل مرات عديدة من جانب الطرف الذي يحاول كسب التأييد لإجراء تغيير تشريعي أو تنظيمي. وعادةً ما يكون الدافع وراء تحليل الأثر الاقتصادي هو الحاجة للتوصل إلى فهم كامل لتأثير أحد الإجراءات الحكومية على الاقتصاد والصناعات المتأثرة به، بالإضافة إلى الرغبة في عرض مزايا الإجراء المُقترَح أو الانتقاص من قيمته على نحو يسهل على الأطراف الأخرى فهمه. وإلى جانب تحقيق الفهم للأثر الاقتصادي، يُستخدَم تحليل الأثر الاقتصادي أيضًا للحصول على التأييد، وفي العلاقات مع وسائل الإعلام، والتواصل مع المجتمع. ويُعَد نموذج الأثر الاقتصادي للطاقة المُتبَع في وزارة الطاقة الأمريكية أحد الأمثلة على استخدام تحليل الأثر الاقتصادي في الجوانب التنظيمية.